# Haze - Il muro
Haze - Il muro (ＨＡＺＥ ヘイズ) è un film del 2005 scritto, diretto e interpretato da Shin'ya Tsukamoto.

## Trama
Un uomo si ritrova solo, senza memoria né comprensione della sua situazione, in un bugigattolo di cemento stretto, lungo e buio e viene ferito allo stomaco da una forza misteriosa e indefinita. A causa della sua situazione ha ripetute crisi di panico e di disperazione. Si sforza di attraversare ambienti di cemento armato sempre più opprimenti, dove a volte finisce col ferirsi. Un pertugio è così stretto che deve trascinarsi con i denti lungo un tubo di metallo per spostarsi lateralmente.
Sul fondo ci sono oggetti affilati, simili a chiodi, e anche la sporgenza a cui si aggrappa con le mani per alleviare la pressione sui piedi è costellata di oggetti appuntiti. Successivamente osserva gli uomini che si comportano in modo strano attraverso un buco, che vengono presto fatti a pezzi da una forza sconosciuta. Tra le altre cose, continua ad avere allucinazioni di fuochi d'artificio, o sente una voce femminile. Più tardi, in una stanza allagata nella quale galleggiano parti di cadaveri, incontra una donna viva, anche lei ferita allo stomaco, che come lui non ha memoria né idea di cosa stia succedendo nel labirinto di cemento.
I due si confrontano sulla loro situazione: la donna intende continuare lungo un condotto pieno di acqua arrossata del sangue dei cadaveri. L'uomo, pur esitante, accetta di accompagnarla. Più in basso, il canale è completamente sommerso dall'acqua. La donna decide d'immergersi completamente e l'uomo la segue. Esce da solo e si arrampica su un pozzo bloccato in alto; a forza di testate riesce a sollevare la botola e vede per la prima volta una luce calda che illumina la stanza di un appartamento.
Da dietro un mobile si scorge una mano insanguinata che risulta appartenere alla donna, anche lei viva, che ora riconosce come sua moglie. Chiama allora il numero d'emergenza, il 911. Si vede poi l'uomo, notevolmente invecchiato, che si aggira su un tetto tra le lenzuola bianche stese ad asciugare al sole. L'uomo e la donna - di nuovo nella loro età precedente - si siedono insieme ridendo, e si possono sentire e vedere i fuochi d'artificio che illuminano mutevolmente i loro volti.

## Distribuzione
Una versione di 24 minuti del film fu proiettata al Jeonju International Film Festival in Corea del Sud il 28 aprile 2005, come parte di un progetto annuale in cui tre registi sono invitati e finanziati per girare un cortometraggio a tema in formato digitale come parte di un progetto; quell'anno erano stati coinvolti anche il coreano Song Il-gon e il thailandese Apichatpong Weerasethakul. In tale modalità fu presentato anche all'edizione del 2005 della Viennale.
Fu poi presentato nella versione estesa di 49 minuti nelle seguenti manifestazioni:
- New York Film Festival (1º ottobre 2005)
- Festival Cinémas et Cultures d'Asie (Lione, 12 novembre 2005)
- FilmAsia Festival (3 dicembre 2005)
- Cologne Cineasia Film Festival (10 dicembre 2005)
- Festival internazionale del cinema di Mar del Plata (11 marzo 2006)
- Dead by Dawn Horror Film Festival (Edimburgo, 21 aprile 2006)

In Italia è uscito in DVD ed è disponibile per lo streaming in lingua originale con sottotitoli sul canale Rarovideo della piattaforma The Film Club.

## Accoglienza
Keith Uhlich di Slant Magazine diede al film tre stelle e mezza su quattro, scrivendo: "Molti registi avrebbero usato sul protagonista di Haze la god’s-eye perspective, ma Tsukamoto preferisce invece uno stile intimo di ripresa che compensa lo Sturm und Drang dei film di genere e lo fonda su una terrificante prospettiva mortale." Niina Doherty di HorrorNews.net recensì il film in modo positivo, apprezzandone l'atmosfera claustrofobica, il comparto sonoro e la fotografia.
Mark Schilling di The Japan Times scrisse: "Filmato con una cinepresa digitale e distribuito nelle sale in una versione di 49 minuti, "Haze" [...] assomiglia alle precedenti indagini di Tsukamoto negli abissi del dolore, della rabbia e della pazzia in genere, ma è anche un esperimento in una tecnica e una narrazione minimaliste. Si tratta di una minuscola cinepresa che filma un uomo disperato con un solo obiettivo: la fuga [...] Nel riprendere così da vicino il suo protagonista intrappolato Tsukamoto ha dovuto usare luci esterne e aprire un lato del suo infernale cubicolo di cemento, dando a lui – e a noi – dello spazio per respirare metaforicamente.
Scrisse Stephen Holden sul New York Times: "Haze, film horror di 49 minuti, non è per le persone claustrofobiche. [...] La prima metà del film fa più paura della seconda. Una volta che l'uomo trova compagnia, Haze perde la sua presa terrificante, e il canovaccio dà l'impressione di un adattamento giapponese in chiave horror di Giorni felici di Samuel Beckett. Ma quando la coppia scopre una possibile via d'uscita, il film perde la sua dimensione metafisica e si trasforma in una banale storia di evasione.

## Riconoscimenti
- 2005 – Festival del cinema di Locarno[6]
  - Candidatura al Pardo d'oro